# Angliers (Québec)
Pour les articles homonymes, voir Angliers.
Angliers est une ancienne municipalité de village de la province de Québec, dans la municipalité régionale de comté de Témiscamingue de la région administrative Abitibi-Témiscamingue. Elle a été fusionnée avec Laverlochère le 1er janvier 2018 dans Laverlochère-Angliers.

## Géographie
Angliers est situé à la décharge du Lac des Quinze et du Lac Simard dans la Rivière-des-Quinze et le lac Témiscamingue, devenus un réservoir depuis la construction du barrage par la Commission de l'énergie hydroélectrique de l'Ontario au début du XXe siècle. Collectant les eaux du bassin supérieur de la rivière des Outaouais, de la rivière Kinojévis et du lac Opasatica, les deux lacs ont servi au flottage des millions de billes de bois récoltées par les compagnies forestières jusqu'à la cessation de cette pratique sur le lac Témiscamingue pour des raisons environnementales en 1976.
De ces opérations, demeurent le remorqueur TE Draper, le bâtiment servant au dépôt de matériel et le terminal de la ligne du Canadien Pacifique entre la municipalité de Témiskaming-Sud et Angliers (1923). Le TE Draper, qui a fonctionné de 1929 à 1972, a été tiré au sec pour devenir un attrait touristique et inscrit au patrimoine des biens culturels du Québec depuis 1979.
Le barrage a été entièrement rénové entre 2013 et 2018.
|                              |
| Le Lac des Quinze à Angliers |

|                                                                         |
| Le TE Draper, l'entrepôt de la CIP et le terminal du Canadien Pacifique |

|                                               |
| Le musée de la drave installé dans l'entrepôt |

|                                    |
| Le barrage hydro-électrique rénové |

|                                                           |
| Le chantier Gédéon, reconstitution d'un camp de bûcherons |

|                             |
| L'école centrale d'Angliers |

## Histoire
Les premiers colons sont arrivés au bord de la rivière des Quinze dès 1911. Le village est fondé sous le nom d'Angliers en 1919 par Sir Lomer Gouin , premier ministre du Québec de 1905 à 1920, en l'honneur de son ancêtre Mathurin Gouin, originaire d'Angliers (Vienne) France. La paroisse d'Angliers est créée par la Mission St-Viateur en 1925 à côté du terminal du Canadien Pacifique, 
Le 24 mai 1945, le village d'Angliers est constitué en municipalité. Elle est une des premières à construire une école centrale pour réunir tous les élèves du village et des rangs en un seul lieu, anglophones et francophones. Elle ouvre ses portes en septembre 1947. En 1975, le bâtiment est devenu un édifice multifonctionnel englobant le bureau municipal, la caserne des pompiers, une salle communautaire, une bibliothèque, et des services religieux. Il est inscrit au Répertoire du patrimoine culturel du Québec.

## Démographie
| 1991 | 1996 | 2001 | 2006 | 2011 | 2016 |
| ---- | ---- | ---- | ---- | ---- | ---- |
| 307  | 306  | 331  | 308  | 298  | 303  |

## Politique
Le maire actuel (2022) est Daniel Barrette, qui est maire de Laverlochère-Angliers.
Le premier maire a été Conrad Coulombe père de Paul Coulombe, celui-ci a été maire d'Angliers de 1982 à novembre 2009.
Les élections municipales se font en bloc pour le maire et les six conseillers.
| Angliers Maires depuis 2001                                                                                          |                                                                              |                                                                              |                                                                              |
| Élection | Maire                                                                        | Qualité                                                                      | Résultat                                                                     |
| 2001 | Paul Coulombe                                                                |                                                                              | Voir                                                                         |
| 2005 | Paul Coulombe                                                                | Voir                                                                         |                                                                              |
| 2009 | Lyna Pine                                                                    |                                                                              | Voir                                                                         |
| 2013 | Lyna Pine                                                                    | Voir                                                                         |                                                                              |
| 2017 | Élection annulée, fusion avec Laverlochère pour former Laverlochère-Angliers | Élection annulée, fusion avec Laverlochère pour former Laverlochère-Angliers | Élection annulée, fusion avec Laverlochère pour former Laverlochère-Angliers |
| Élection partielle en italique Depuis 2005, les élections sont simultanées dans toutes les municipalités québécoises |                                                                              |                                                                              |                                                                              |

## Sources
https://www.laverlochere-angliers.org/